# Jazz Is Busting Out All Over
Jazz Is Busting Out All Over è un album discografico di Frank Wess, pubblicato dall'etichetta discografica Savoy Jazz Records nel 1957.

## Tracce
Lato A
1. Walkin' – 7:37 (Richard Carpenter) – Registrato il 30 luglio 1957
2. Monday Stroll – 4:18 (Frank Wess) – Registrato il 5 gennaio 1957
3. Sram – 5:35 (Wilbur Harden) – Registrato il 10 ottobre 1957
4. M. C. – 4:19 (Frank Foster) – Registrato il 13 ottobre 1957

Durata totale: 21:49
Lato B
1. June Is Busting Out All Over – 3:07 (Oscar Hammerstein II, Richard Rodgers) – Registrato il 1º luglio 1957
2. Stop – 8:16 (Fats Navarro) – Registrato il 12 novembre 1957
3. Sugar Dugar – 4:38 (Sahib Shihab) – Registrato il 9 luglio 1957
4. Jan-Cee Brown – 4:41 (Ozzie Cadena) – Registrato il 30 luglio 1957

Durata totale: 20:42

## Musicisti
Walkin' / Jan-Cee Brown
- Bernie Glow - tromba
- Phil Sunkel - tromba
- Phil Woods - clarinetto, sassofono alto
- Seldon Powell - flauto, sassofono tenore
- Sol Schlinger - sassofono baritono
- Eddie Costa - vibrafono, pianoforte
- Wendell Marshall - contrabbasso
- Gus Johnson - batteria
- Billy Ver Planck - arrangiamenti, conduttore musicale

Monday Stroll
- Frank Wess - flauto, sassofono tenore
- Kenny Burrell - chitarra
- Freddie Green - chitarra
- Eddie Jones - contrabbasso
- Gus Johnson - batteria

Sram
- Wilbur Harden - flicorno - bassoon
- Yusef Lateef - flicorno, sassofono tenore, tamburello
- Hugh Lawson - pianoforte, turkishfinger, piatti
- Ernie Farrow - contrabbasso, rabat
- Oliver Jackson - batteria, piatti cinesi

M. C.
- Donald Byrd - tromba
- Henry Coker - trombone
- Frank Foster - sassofono tenore
- Ronnell Bright - pianoforte
- Eddie Jones - contrabbasso
- Gus Johnson - batteria

June Is Busting Out All Over
- Frank Wess - sassofono tenore
- Jimmy Nottingham - tromba
- Joe Wilder - tromba
- Marshall Royal - sassofono alto
- Charlie Fowlkes - sassofono baritono
- Hank Jones - pianoforte
- Wendell Marshall - contrabbasso
- Bobby Donaldson - batteria
- A.K. Salim - arrangiamenti, direttore musicale

Stop
- Sonny Redd - sassofono alto
- Pepper Adams - sassofono baritono
- Wynton Kelly - pianoforte
- Doug Watkins - contrabbasso
- Elvin Jones - batteria

Sugar Dugar
- Sahib Shihab - sassofono baritono
- Phil Woods - sassofono alto
- Benny Golson - sassofono tenore
- Hank Jones - pianoforte
- Paul Chambers - contrabbasso
- Art Taylor - batteria[1]